# José da Cunha (hokeista na trawie)
José Policarpo da Cunha (ur. 12 sierpnia 1935, zm. 10 września 2013) – hongkoński hokeista na trawie portugalskiego pochodzenia, uczestnik Letnich Igrzysk Olimpijskich 1964.

## Kariera
Na igrzyskach w Tokio da Cunha grał jako prawoskrzydłowy. Reprezentował wówczas Hongkong tylko w jednym z siedmiu spotkań. Sześć meczów hongkońscy hokeiści przegrali, tylko jeden zremisowali (1–1 z Niemcami, był to właśnie ten jedyny mecz, w którym wystąpił da Cunha). Hongkończycy zajęli ostatnie miejsce w swojej grupie i jako jedyna drużyna na turnieju nie odnieśli zwycięstwa. W klasyfikacji końcowej jego drużyna zajęła ostatnie 15. miejsce.